# Ozyptila confluens
Ozyptila confluens là một loài nhện trong họ Thomisidae.
Loài này thuộc chi Ozyptila. Ozyptila confluens được Carl Ludwig Koch miêu tả năm 1845.